# Omphale (mythologie)

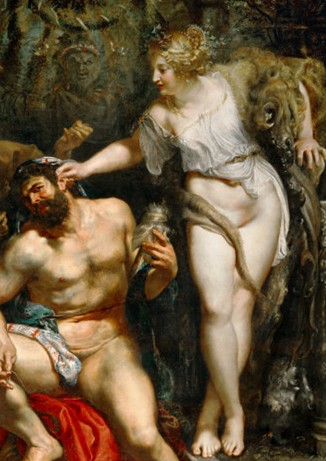
Omphale met Herakles, detail van een schilderij van Rubens.

Omphale (Ὀμφάλη) is een vrouw uit de Griekse mythologie. Het verhaal wordt echter ook verteld in de Romeinse mythologie. Omphale komt voor op vele schilderijen en figureert ook in verschillende toneelstukken.

## Omphale in de mythologie
Omphale was een (mythische) koningin van Lydië, een deel van het huidige Turkijë. Zij was dochter van koning Iardanus en de weduwe van koning Tmolus. Omphale kocht de held Herakles, niet om hem als slaaf te gebruiken, maar om als minnaar te fungeren. Zij baarde drie zonen uit hun relatie, Agelaüs (mogelijk ook bekend als Lamos of Tylon), Tyrsenus en Alcaeus. Zij was daarmee de stammoeder van enkele Heracliden.
De reden dat Herakles zich als slaaf liet verkopen was dat hij op deze manier in opdracht van het orakel van Delphi boete moest doen voor de moord op Iphitus, die hij tijdens een driftbui had gepleegd. Hij werd als slaaf vernederd, moest zich kleden als een vrouw en moest vrouwentaken uitvoeren, zoals garen spinnen. Bovendien was het feit dat hij een slaaf van een vrouw werd op zich al vernederend. Niettemin verrichtte hij tijdens deze periode ook een aantal heldendaden.
Over hun relatie werd geroddeld dat Herakles zo onder haar invloed stond dat hij zijn knots en leeuwenhuid verwaarloosde. Hij zou zich in vrouwenkleding hullen en zou elke wens van Omphale vervullen. Deze roddelverhalen waren echter verspreid door de god Pan, die een oogje had op Omphale. Hij bespiedde het stel toen zij de wijngaard van Tmolus bezochten. Getroffen door de schoonheid van Omphale wilde hij haar benaderen. Het liefdespaar trok zich in een grot terug om er de nacht door te brengen. Als grap hadden zij hun kleding verwisseld. Toen Pan de donkere grot inkwam voelde hij aan de kleding. Toen hij dacht Omphale gevonden te hebben, kroop hij bij haar in bed. Het bleek echter Herakles, die Pan woedend van zich af smeet, tegen de wand van de grot. Omphale werd wakker van het lawaai en beiden moesten erg lachen om het gebeurde. Als wraak verspreidde Pan het gerucht dat Herakles zich in vrouwenkleding zou hullen. Om deze reden wilde Pan ook dat tijdens zijn feesten mensen naakt zouden zijn, zoals tijdens de Romeinse Lupercalia.
Toen Omphale ontdekte dat haar slaaf in werkelijkheid de held Herakles was, liet ze hem vrij en werden zij geliefden of sloten zelfs een huwelijk. Daarmee werd Omphale de tweede vrouw van Herakles, na Megara. Na zijn vertrek trouwde Herakles met Deianira.

## Kunstwerken met Omphale

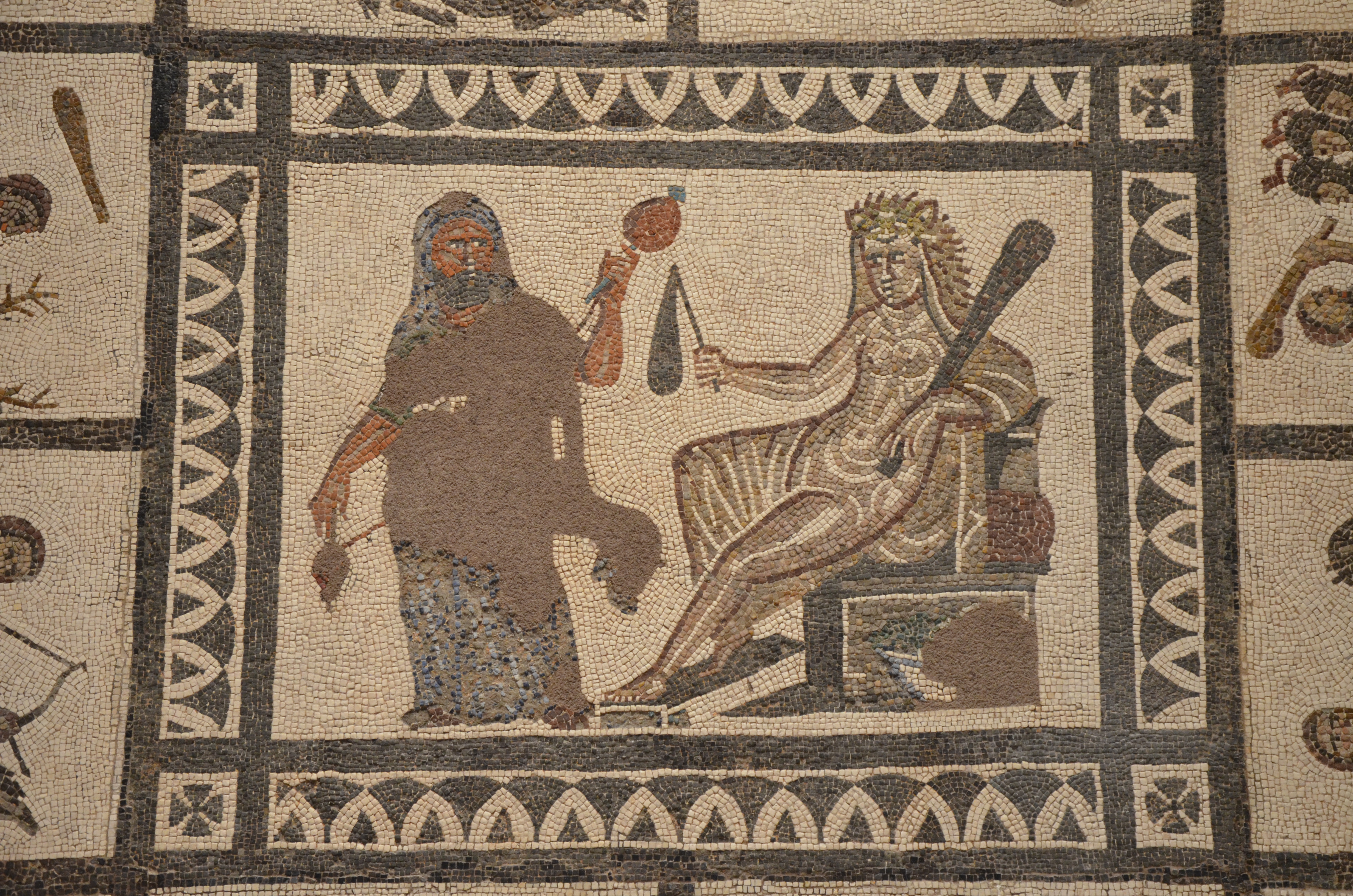
Mozaïek uit de 3e eeuw, Spanje. Herakles met een spintol, Omphale met zijn knots.

Het verhaal over Herakles en Omphale heeft vele kunstenaars geïnspireerd, vanaf de klassieke oudheid. De positie van Herakles wordt wel gezien als de nederlaag van een held, getroffen door de liefde. Het thema staat dan ook voor de gevaren die de liefde voor een man met zich meebrengen.
Het omwisselen van kleding kan echter ook wijzen op een oude dionysische huwelijksrite. In de schilderkunst was het thema vooral een kans om de erotisch getinte taferelen af te beelden met een sterke man en een mooie vrouw. De spinrok is die Herakles in veel van de afbeeldingen in zijn hand heeft, staat symbool voor het vrouwelijke geslacht, de spintol staat voor de penis.

Tevens was het afbeelden van Omphale en Herakles een kans om travestie van een man in vrouwenkleding af te beelden, dan wel een vrouw te laten zien die "de ziel van een man had".

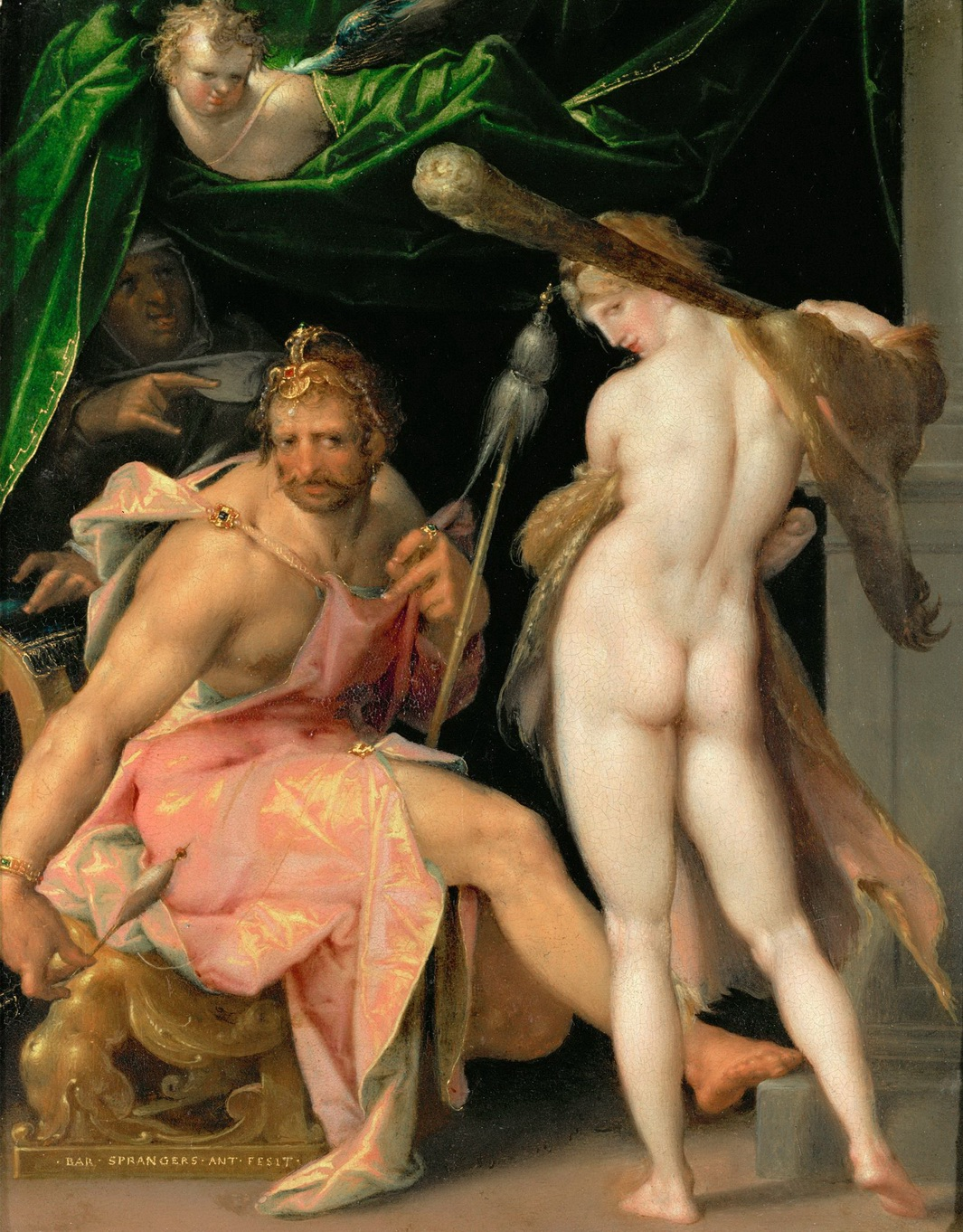
Hercules aan de voeten van Omphale, door Bartholomeus Spranger, ca. 1585

### Schilderijen (selectie)
- In Pompeï zijn twee schilderingen met Omphale aangetroffen.[2]
- Hercules aan de voeten van Omphale, door Bartholomeus Spranger, 1585. Heracles is op dit schilderij in een roze jurk gekleed, en is aan het spinnen, terwijl Omphale de leeuwenhuid draagt evenals de knots.
- Hercules en Omphale, door Rubens, ca. 1602
- Hercules trapt Pan uit Omphales bed, door Abraham Janssens, 1607
- Hetzelfde onderwerp, Héraclès aux pieds d'Omphale, door Charles Gleyre (1806 - 1874)
- Nogmaals hetzelfde onderwerp, Hercule aux pieds d'Omphale, door Gustave Boulanger (1824-1888)

### Boeken
- Apollodorus
- Fasti van Ovidius,
- Hercules and Omphale; Or, the Power of Love. An Original Classical Extravaganza, Gedicht door William Brough, 1864
- Omphale, roman van Théophile Gautier.

### Toneel
- Omphale, tragedie door Antoine Houdar de La Motte, 1701

- La Nouvelle Omphale. Komedie in drie actes, door Alexandre-Louis-Bertrand de Beaunoir, 1782

- Hercules & Omphale. a Grand Pantomimic Spectacle, (in Two Parts), door James Byrn, ca. 2010

### Muziek
- Omphale, een opera van André Cardinal Destouches
- Le Rouet d'Omphale (het spinnewiel van Omphale), muziekstuk van Camille Saint-Saëns[12] Opgedragen aan zijn vriendin, de componiste Augusta Holmes, die de ziel van een man zou hebben gehad.[9]

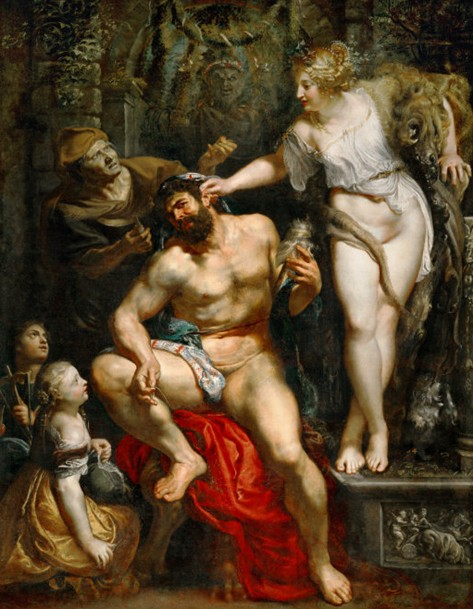
Rubens
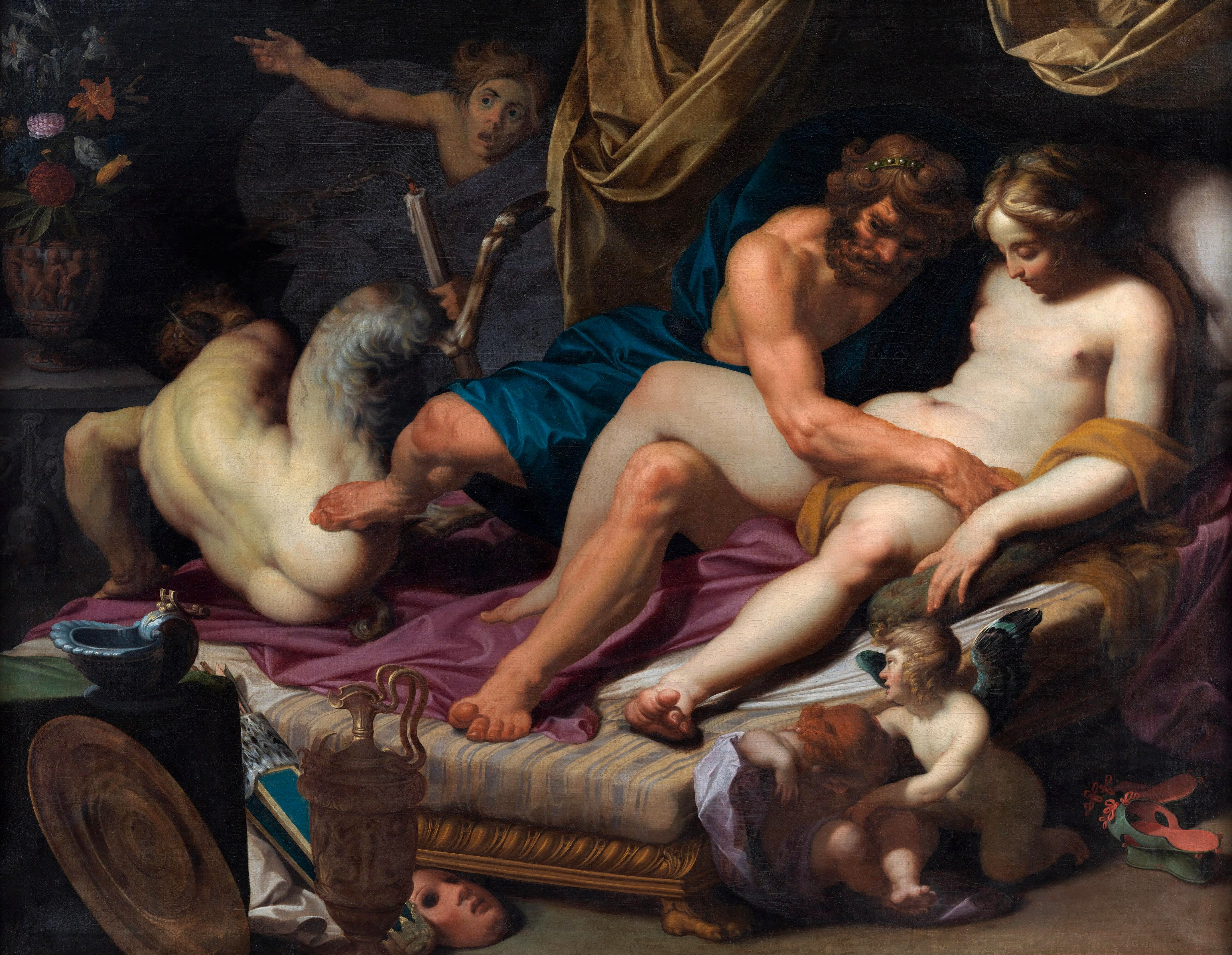
Janssens (Hercules trapt Pan uit Omphales bed)
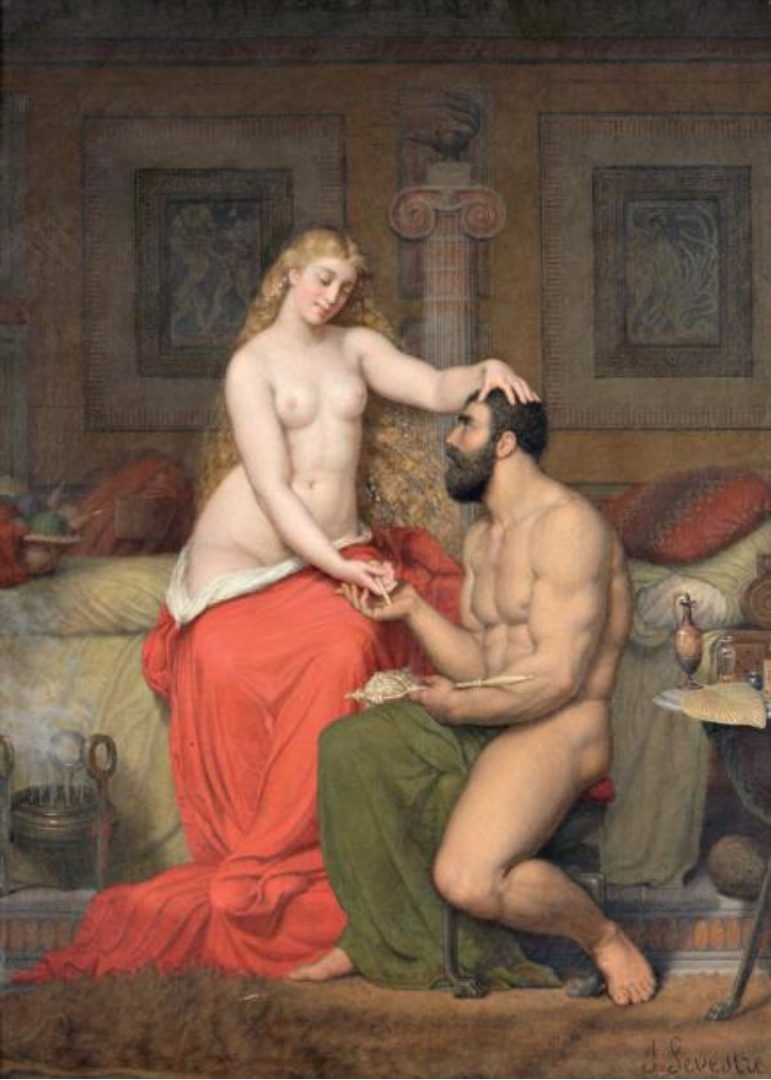
Jules Marie Sevestre
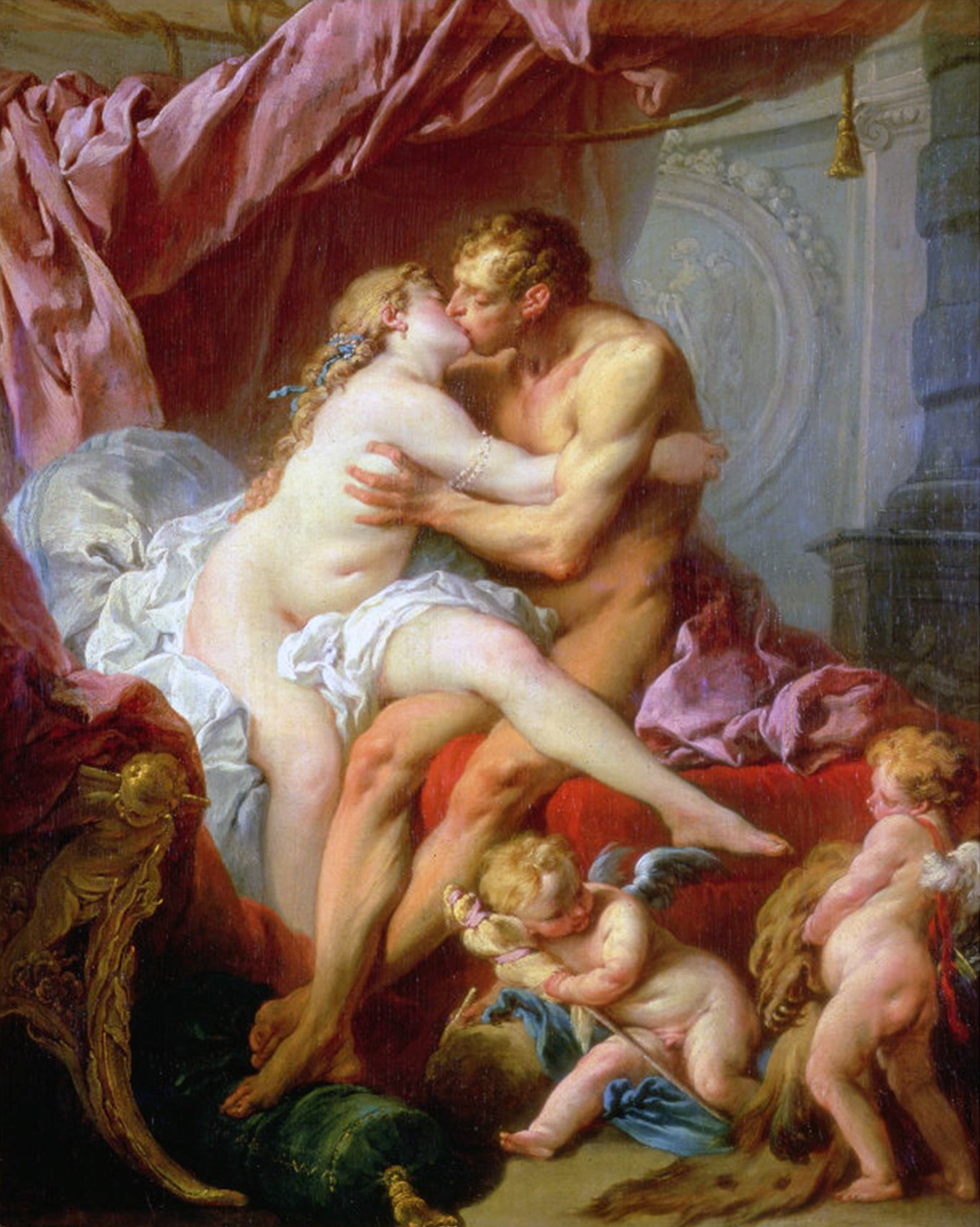
Francois Boucher
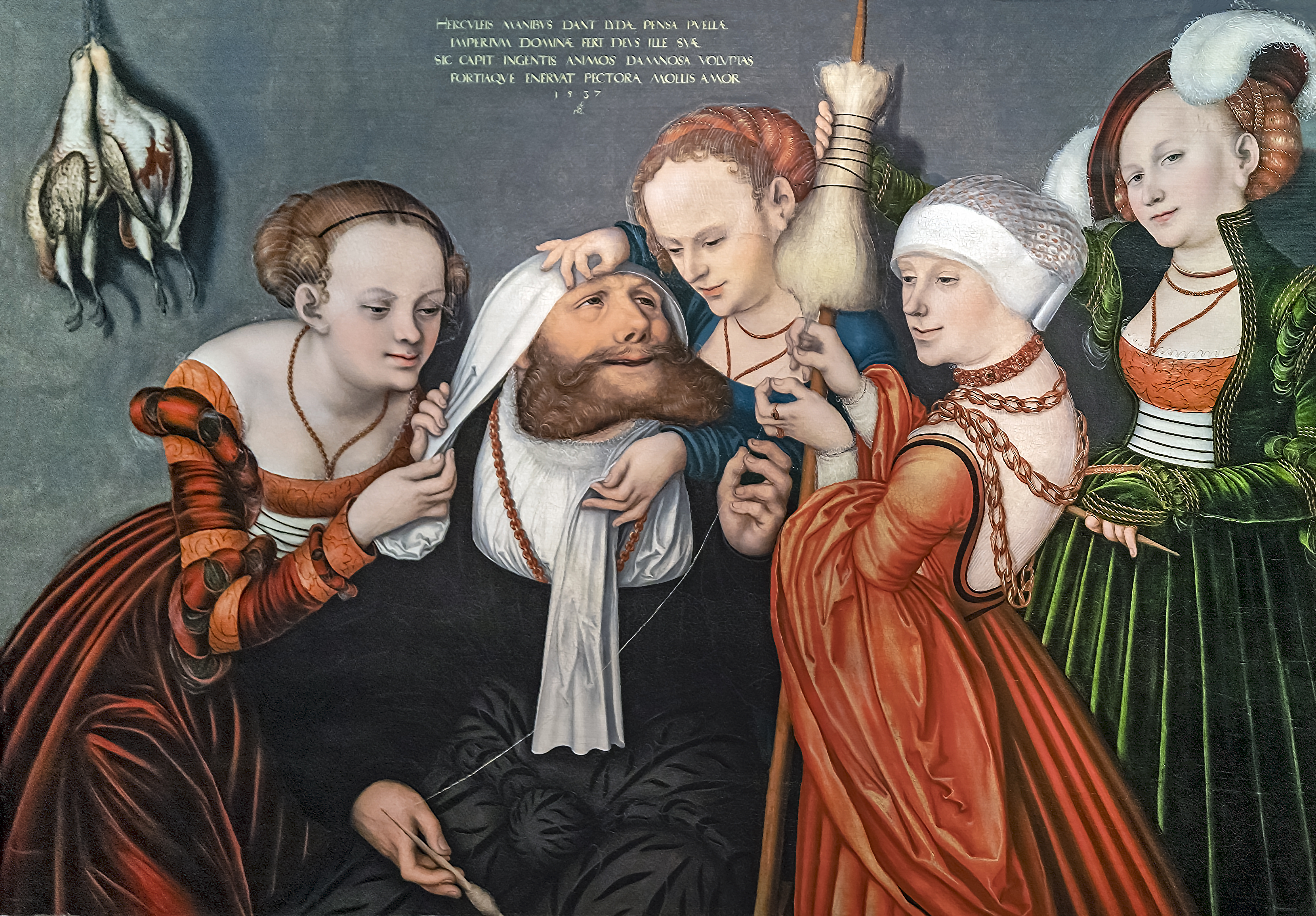
Lucas Cranach de Oude